# Сологашвили
Сологашвили (груз. სოლოღაშვილები, известны также как Солагашвили (სოლაღაშვილი), Салагашвили (სალაღაშვილი), а также Солаговы и Салаговы — грузинский княжеский род.
Предки их были в числе знатных семейств Самцхе-Джавахети. Один из предков Сологашвили принял ислам с именем Салага, почему потомки его именовались Салагашвили (Салаговыми).
Князья Солагашвили (Салаговы) были связаны с родом князей Бараташвили, от которых происходит несколько известных грузинских фамилий, прежде всего несколько ветвей самих Бараташвили (известно 13 ветвей этого рода, носивших в Российской империи фамилии Баратовых и Баратаевых), а также князья Орбелиани (Джамбакуриан-Орбелиани).
В 1375 году Сологашвили переселились в Картли, где, в последних годах XIV века, царь Картли возвёл их в достоинство тавади (князей) и пожаловал поместья в долинах Алгети и Вере, а также в окрестностях Тбилиси.
Одна ветвь князей Салаговых выехала в Россию с царём Вахтангом VI и его сыном Бакаром, в 1724 году князь Семён Иванович Салагов находился при императорах Павле I и Александре I, генерал-лейтенантом, сенатором, генерал-аудитором, членом военной коллегии. Был кавалером ордена Святого Александра Невского.
Анна Ильинична Сологашвили (1882—1937) — грузинский политик, одна из пяти женщин — членов Учредительного собрания Грузии (1919—1921).